# 阮福旻
安邊郡王阮福旻（越南语：／；1762年後？—1783年），阮朝追尊興祖孝康皇帝阮福㫻第五子，嘉隆帝異母弟。
阮福旻生母為慈妃阮氏珄；景興三十五年（1775年）跟隨定王阮福淳到嘉定征伐，並授少傅郡公。到景興四十三年（1782年），他和將領朱文接等人在牛渚潛伏，打敗西山賊將領杜閑收復柴棍。次年（1783年），阮福旻在角魚堡守衛，但被西山賊攻陷，逃走時因浮橋被西山兵截斷，他不慎落水而浸死，無子。景興五十年（1789年），兄長阮王阮福映追贈阮福旻為“特進、輔國上將軍、錦衣衛掌衛事、掌營”，諡忠勇。
嘉隆四年（1805年），嘉隆帝他贈封“翊運宣力宗臣、開府輔國元帥、少傅、郡公”，諡忠烈，入太廟從祀。嘉隆十三年（1814年），加贈“宣力宗臣、開府輔國元帥、太傅、毅公”，諡忠獻，入祀展親祠；明命五年（1824年）改附祀世廟。
明命十二年（1831年），再追贈阮福旻“佐運宗臣宗人府宗人令、安邊郡王”，諡忠懷。嗣德三年（1850年），合祀親勳祠。